# Paul Matschie

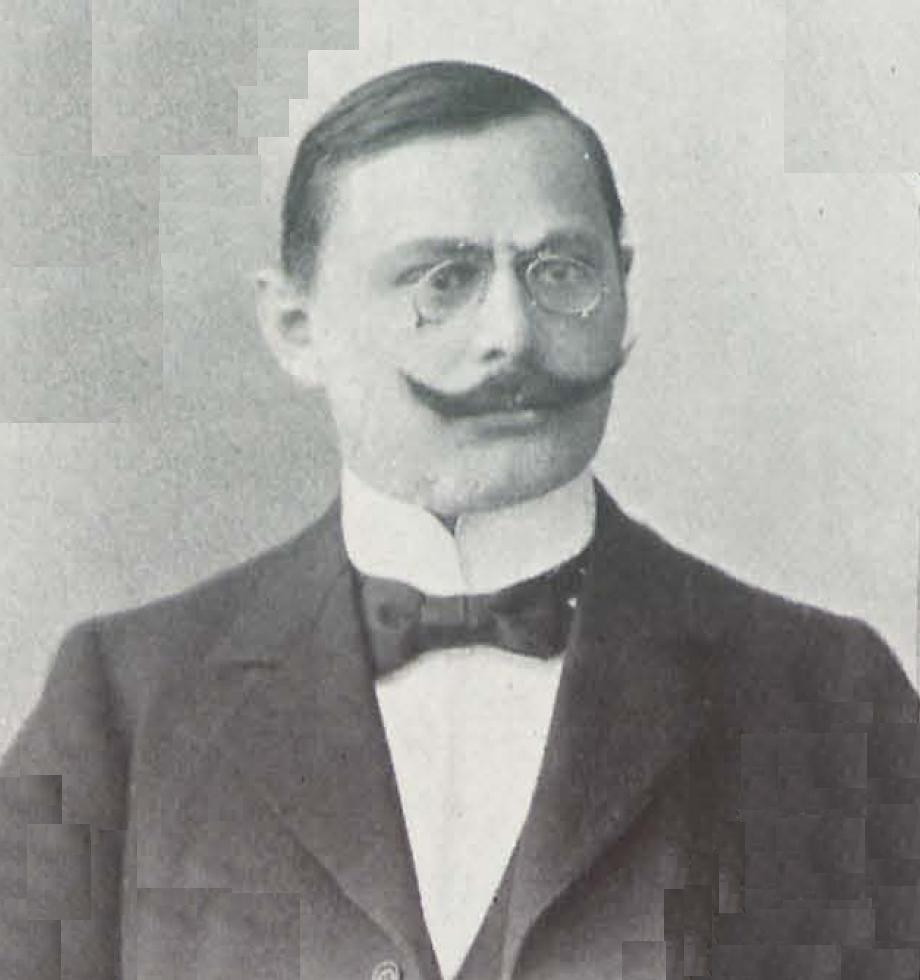
Paul Matschie, 1901

Georg Friedrich Paul Matschie (* 11. August 1861 in Brandenburg an der Havel; † 7. März 1926 in Berlin-Friedenau) war ein deutscher Zoologe. Er war von 1890 bis 1926 Leiter der Säugetierabteilung am Zoologischen Museum in Berlin.

## Leben und Wirken
Er war 1903 für den Kölner Schokoladeproduzenten Ludwig Stollwerck mit Texten für Stollwerck-Sammelbilder tätig und schrieb u. a. die Texte für das Sammel-Album No. 6 – Stollwerck’s Tierreich. Weitere Autoren waren der Schriftsteller Hans Eschelbach, der Journalist Julius Rodenberg, der Schriftsteller Joseph von Lauff, der Lyriker Carl Hermann Busse, der Romancier Gustav Falke, die Dichterin Anna Ritter u.v. a.m.
Matschie beschrieb 1912 aus dem heutigen Papua-Neuguinea das Timboyok-Baumkänguru (Dendrolagus goodfellowi buergersi) und 1916 Finschs Baumkänguru (Dendrolagus inustus finschi) sowie das Ifola-Baumkänguru (Dendrolagus dorianus notatus).

## Dedikationsnamen
Nach ihm sind das Matschie-Baumkänguru (Dendrolagus matschiei Förster & Rothschild, 1907) und der Brillengalago (Galago matschiei Lorenz, 1917) benannt. Auch in der Mantelaffen-Unterart (Colobus guereza matschiei Neumann, 1899), der Klippschliefer-Unterart (Procavia capensis matschiei Neumann, 1900), der Arabischen Breitarmfledermaus-Unterart (Rhyneptesicus nasutus matschiei Thomas, 1905) und der Erdferkel-Unterart (Orycteropus afer matschiei Grote, 1921) findet sich sein Name. Chlorocebus matschiei Neumann, 1902 wird heute als Synonym zur Äthiopischen Grünmeerkatze (Chlorocebus aethiops Linnaeus, 1758), Lutra matschiei Cabrera, 1903 als Synonym für den Fleckenhalsotter (Hydrictis maculicollis (Lichtenstein, 1835)) und Hippotigris hartmannae matschiei Zukowsky, 1924 als Synonym für die Bergzebra-Unterart (Equus zebra hartmannae Matschie, 1898) betrachtet.
Ebenso wurde ihm der wissenschaftliche Name der Goldbugpapagei-Unterart (Poicephalus meyeri matschiei Neumann, 1898) gewidmet.
Franz Werner benannte 1895 das Matschies Zweihornchamäleon (Kinyongia matschiei), Gustav Tornier 1901 den Togo Zweifingergecko (Hemidactylus matschiei) nach ihm.

## Publikationen (Auswahl)
- Herr Matschie sprach über die geographische Verbreitung der Tigerpferde und das Zebra des Kaoko-Feldes in Deutsch-Südwest-Afrika. In: Sitzungsberichte der Gesellschaft Naturforschender Freunde zu Berlin. 1898, S. 169–181 (biodiversitylibrary.org).
- Über rumänische Säugethiere. In: Sitzungsberichte der Gesellschaft Naturforschender Freunde zu Berlin. 1901, S. 220–238 (biodiversitylibrary.org).
- Neue Affen aus Mittelafrika. In: Sitzungsberichte der Gesellschaft Naturforschender Freunde zu Berlin. 1914, S. 323–342 (biodiversitylibrary.org).